# テイラーズ (サウスカロライナ州)
テイラーズ（英: Taylors) は、アメリカ合衆国サウスカロライナ州北西部のグリーンビル郡に位置する国勢調査指定地域 (CDP) である。2010年の国勢調査での人口は21,617 人だった。グリーンビルとスパータンバーグの都市圏では最大の郊外地だが、都市として法人化されていない。グリーンビル・モールディン・イーズリー大都市圏に属している。

## 歴史
テイラーズの中にあるサザン漂白・印刷工場が2012年にアメリカ合衆国国家歴史登録財に指定された。

## 地理
テイラーズは北緯34度54分48秒 西経82度18分39秒 / 北緯34.91333度 西経82.31083度 (34.913236, -82.310817)に位置している。エノリー川が町内を流れており、19世紀後半から20世紀初期にはチックスプリングスがサウスカロライナ州アップステートの小さなリゾート町として注視されていた。
アメリカ合衆国国勢調査局に拠れば、CDP全面積は10.9平方マイル (28 km2)であり、すべて陸地である。

## 人口動態
以下は2000年の国勢調査による人口統計データである。
| 基礎データ - 人口: 20,125 人 - 世帯数: 7,978 世帯 - 家族数: 5,720 家族 - 人口密度: 715.5人/km2（1,853.7 人/mi2） - 住居数: 8,550 軒 - 住居密度: 304.0軒/km2（787.5 軒/mi2） 人種別人口構成 - 白人: 81.59% - アフリカン・アメリカン: 14.19% - ネイティブ・アメリカン: 0.24% - アジア人: 1.52% - 太平洋諸島系: 0.03% - その他の人種: 1.11% - 混血: 1.31% - ヒスパニック・ラテン系: 2.91% | 年齢別人口構成 - 18歳未満: 25.7% - 18-24歳: 8.4% - 25-44歳: 31.5% - 45-64歳: 24.0% - 65歳以上: 10.4% - 年齢の中央値: 36歳 - 性比（女性100人あたり男性の人口） - 総人口: 93.8 - 18歳以上: 89.4 世帯と家族（対世帯数） - 18歳未満の子供がいる: 34.3% - 結婚・同居している夫婦: 56.4% - 未婚・離婚・死別女性が世帯主: 12.5% - 非家族世帯: 28.3% - 単身世帯: 23.4% - 65歳以上の老人1人暮らし: 6.2% - 平均構成人数 - 世帯: 2.52人 - 家族: 2.98人 | 収入と家計 - 収入の中央値 - 世帯: 46,986米ドル - 家族: 55,241米ドル - 性別 - 男性: 39,458米ドル - 女性: 28,057米ドル - 人口1人あたり収入: 21,463米ドル - 貧困線以下 - 対人口: 8.0% - 対家族数: 6.8% - 18歳未満: 11.2% - 65歳以上: 6.6% |

## 法人化
テイラーズはグリーンビル市とグリア市との間にある未編入のバッファー地帯となっている。2005年、地域住民が市として法人化を進める案を作った。これはグリア市によってウェイドハンプトン大通りの商店街が併合されることに抵抗したものだった。住民は地域の下水道局の税収基盤が浸食されることを心配していた。その提案は否決され、テイラーズは未編入の状態に留まっている。